# Jonskapel
Jonskapel är en klippa på ön Bornholm i Danmark. Den ligger i Region Hovedstaden, i den östra delen av landet.
Trakten runt Jonskapel består till största delen av jordbruksmark.